# Bienvenue à Mooseport
Pour plus de détails, voir Fiche technique et Distribution.
Bienvenue à Mooseport (Welcome to Mooseport) est un film américano-allemand réalisé par Donald Petrie, sorti en salles le 20 février 2004 aux États-Unis.
Tourné essentiellement en Ontario, au Canada en 2003,, le long-métrage a rencontré dès sa sortie un accueil négatif de la critique et a obtenu un échec commercial au box-office.
Bienvenue à Mooseport est connu pour être le dernier film de Gene Hackman, qui prend, après ce film, sa retraite cinématographique.

## Synopsis
Pendant une campagne électorale féroce pour la mairie d'une petite ville, un ancien Président des États-Unis et un plombier de la bourgade vont user de tous les coups pour gagner des voix.

## Fiche technique
- Titre : Bienvenue à Mooseport
- Titre original : Welcome to Mooseport
- Réalisation : Donald Petrie
- Scénario : Tom Schulman, d'après une histoire de Doug Richardson
- Directeur de la photographie : Victor Hammer
- Distribution des rôles : Sheila Jaffe et Georgianne Walken
- Direction artistique : Michael Shocrylas
- Décors : David Chapman
  - Décors de plateau : Gordon Sim
- Costumes : Vicky Graef
- Montage : Debra Neil-Fisher
- Musique : John Debney
- Production : Marc Frydman, Basil Iwanyk et Tom Schulman
- Sociétés de production : 20th Century Fox, Intermedia Films, Mediastream Vierte Film GmbH & Co. Vermarktungs KG et Mooseport Productions
- Société de distribution :  20th Century Fox ;  UGC Fox Distribution
- Format : Couleur – 1,85:1 – 35mm — son Dolby Digital et DTS
- Budget : 30 000 000 $ [3]
- Genre : Comédie romantique, satire politique
- Pays de production :  États-Unis,  Allemagne
- Langue : Anglais
- Durée : 110 minutes
- Date de sortie en salles :
  - États-Unis : 20 février 2004
  - France : 6 octobre 2004

## Distribution
Source et Légende doublage : VF = Version Française et VQ = Version Québécoise 
- Gene Hackman (VF : Bernard Tiphaine ; VQ : Jean-Marie Moncelet) : Monroe Call
- Ray Romano (VF : Jérôme Keen ; VQ : Luis de Cespedes) : Handy Harrison
- Maura Tierney (VF : Laura Blanc ; VQ : Hélène Mondoux) : Sally Mannis
- Marcia Gay Harden (VF : Dominique Vallée ; VQ : Élise Bertrand) : Grace Sutherland
- Christine Baranski (VF : Pauline Larrieu ; VQ : Claudine Chatel) : Charlotte Cole
- Rip Torn (VF : Pierre Hatet ; V.Q. : Vincent Davy) : Bert Langdon
- June Squibb (VF : Louison Roblin ; VQ : Béatrice Picard) : Irma
- Fred Savage (VF : Emmanuel Garijo ; VQ : Martin Watier) : Bullard
- John Rothman (VF : Jean Lescot) : Stu
- Wayne Robson (VF : Roger Carel ; VQ : Marc Bellier) : Morris Gutman
- Reagan Pasternak (VF : Laura Préjean ; VQ : Viviane Pacal) : Mandy
- Jackie Richardson (VF : Émilie Benoît ; VQ : Carole Chatel) : Martha
- Edward Herrmann (VF : Jacques Frantz ; VQ : Jacques Lavallée) : Avery Hightower
- William Lynn (VF : Philippe Dumat) : Clay
- Jim Feather (VF : Henri Labussière) : Rueben

## Réception

### Accueil critique
Bienvenue à Mooseport a rencontré un accueil négatif, obtenant 13% d'avis favorables sur le site Rotten Tomatoes, basé sur 144 commentaires collectés  et un score moyen de 33⁄100 sur le site Metacritic, basé sur 36 commentaires collectés .

## Box-office
Lors de sa sortie en salles aux États-Unis, Welcome to Mooseport, pour un budget de 30 millions de dollars, en a rapporté 14 470 947 dollars. En France, distribué dans sept salles, totalisa seulement 108 entrées.